# Martin (Michigan)
Pour les articles homonymes, voir Martin.
Martin est un village du comté d'Allegan, dans l'État du Michigan, aux États-Unis. En 2020, il comptait une population de 377 habitants.